# ノースカロライナ大学理事会
ノースカロライナ大学理事会（ノースカロライナだいがくりじかい、英語: University of North Carolina Board of Governors、UNC Board of Governors）は、ノースカロライナ大学システムの運営組織である。理事会は、ノースカロライナ州議会によって選出された24名の理事で構成されている。

## 概要
理事会は、17のキャンパスからなるUNCシステムの「総合的な決定、制御、監督、管理、ガバナンス」をおこなっている。現在の形の理事会は1971年に創設された。理事会の大きな役割の一つは、UNCシステムの学長（現在は、ウィリアム・ローパー）の選出である。
理事会は、偶数年の7月1日から2年間の任期で、議決権を持つ理事の中から議長、副議長、書記を選出しなければならない。現在の役員は、ランディ・ラムゼイが議長を、ウェンディ・マーフィが副議長を、パール・バリス・フロイドが書記を務めている。

## 歴史
理事会は、ボブ・スコット知事の下、1971年に創設された。それまでのシステムは、100人の委員で構成され、6つの州出資大学を管理し、州高等教育委員会が他の9つの大学を管理していたが、これに代わるものとして創設された。これにより、UNCシステムの32人の理事会、各大学の評議員会と理事長が誕生し、州内のすべての公立大学のガバナンスが一元化された。
2019年、クーパー知事は理事の人数を24人に縮小する法案に署名した。